# Le Mas-d'Azil
Le Mas-d'Azil è un comune francese di 1 228 abitanti situato nel dipartimento dell'Ariège nella regione dell'Occitania.
Nel territorio del comune si trova la grotta del Mas-d'Azil, abitata fin dai tempi preistorici. Dal sito prende il nome la cultura mesolitica detta Aziliano.

## Società

### Evoluzione demografica
Abitanti censiti